# 40 dnů a 40 nocí
40 dnů a 40 nocí (v anglickém originále 40 Days and 40 Nights) je americko-britsko-francouzský romantický film režiséra Michaela Lehmanna z roku 2002, ve kterém se hlavní hrdina snaží o sexuální zdrženlivost. Hlavní role hrají Josh Hartnett, Shannyn Sossamon a Paulo Costanzo.

## Příběh
Programátora Matta opustila před půl rokem vysněná dívka. Matt to těžce nese, a tak se snaží zapomenou s pomocí sexu. Jak ale dny přibývají, tak je Mattovi hůř a hůř. Po rozhovoru se svým bratrem, který drží celibát, slíbí Bohu během velikonočního půstu slib čistoty. Pokusí se nemít 40 dní žádné sexuální požitky. Ze začátku se mu daří skvěle, pak potkává dívku jménem Erika, do které se zamiluje. Mattův spolubydlící Ryan se o Mattově slibu prořekne kamarádům. Vypukne sázkové šílenství a všichni, včetně bratra, mu prorokují špatný konec. Dívky se ho snaží sbalit, chlapi zesměšnit. Erice vrtá hlavou, proč s ní nechce mít Matt sex. Když se to dozví, tak už nechce Matta vidět, protože si myslí, že ji to má urazit. Matt se drží dobrých 30 dnů než se objeví potíže. Když to nezvládá, tak ho zarazí muž, který sexuální zdrženlivost nevydržel. Matt zjišťuje, že ani jeho bratr nedrží celibát a má sex s jeptiškou. Matt nabere znovu síly a to se u jeho dveří objeví Mattova ex – Nicole. Je rozzuřená, že ji Matt nechce zpátky a tak si třicátý devátý den vsadí tři a půl tisíce dolarů na to, že to Matt nevydrží. Když Matt spí, tak ho Nicole znásilní. Erika jde k Mattovi a vidí odcházet Nicole. Pohádají se, ale taky se nakonec usmíří. Matt dá ještě jeden slib – že někdy vydrží mít sex 24 hodin v kuse.

## Obsazení
- Josh Hartnett jako Matt Sullivan
- Shannyn Sossamon jako Erica Sutton
- Paulo Costanzo jako Ryan
- Maggie Gyllenhaal jako Sam
- Vinessa Shaw jako Nicole
- Adam Trese jako John Sullivan
- Griffin Dunne jako Jerry Anderson
- Keegan Connor Tracy jako Mandy
- Emmanuelle Vaugier jako Susie
- Monet Mazur jako Candy
- Christine Chatelain jako Andie
- Mike Maronna jako prodejce bagelů
- Stanley Anderson jako otec Maher
- Lorin Heath jako Diana
- Glenn Fitzgerald jako Chris
- Jarrad Paul jako Duncan
- Terry Chen jako Neil
- Kai Lennox jako Nick
- Chris Gauthier jako Mikey
- Barry Newman jako Walter Sullivan
- Mary Gross jako Bev Sullivan
- Dylan Neal jako David Brokaw

## Přijetí

### Tržby
Film vydělal 37,9 milionů dolarů v Severní Americe a 57,2 milionů dolarů v ostatních oblastech, celkově tak vydělal 95,1 milionů dolarů po celém světě. Rozpočet filmu činil 17 milionů dolarů. Za první víkend docílil druhé nejvyšší návštěvnosti, kdy vydělal 12,2 milionů dolarů.

### Recenze
Na recenzní stránce Rotten Tomatoes získal z 134  započtených recenzí 38 procent. Na serveru Metacritic snímek získal z 33 recenzí 53 bodů ze sta. Na Česko-Slovenské filmové databázi si snímek k 11. srpnu 2018 drží 52 procent.